# Ante Dešković
Antun (Ante) Dešković (Pučišća, 19. svibnja 1856. − Beograd, ?), hrvatski industrijalac, otac poznatog hrvatskoga kipara Branislava Deškovića. Pridonio industrijalizaciji južnih hrvatskih krajeva i Crne Gore, pionir industrije i hidroenergetike u Hrvatskoj i susjednim zemljama.

## Životopis
Rodio se je u od starine bogatoj pučiškoj obitelji Deškovićima. Imanja su imali na Braču, u Poljicima, u Radobilji i uz Cetinu. Antunov otac Ivan oženio se kćerom Mihovila Ivellija Mićelinom de Ivellio zadnjeg iz te stare obitelji pa je u dotu dobio veliko imanje stare bračke obitelji Ivellijevih. Antunov se otac potom preselio iz Omiša u Pučišća. Otac Ivan bio je aneksionist, pristaša sjedinjenja Dalmacije s ostatkom Hrvatske. Ante je izučio montanistiku. Oženio se je u 24. godini. 1880. vjenčao se s Fanni, od Antičevih iz Škripa. 1881. rodio mu se je sin Valerij koji je umro sljedeće godine. 11. ožujka 1883. rodio mu se u Pučišćima sin Branislav. Krstio ga je u župnoj crkvi u Pučišćima, a krsni kum bio mu je urednik Vienca i poznati pravaški političar Fran Folnegović.
1884. godine rodila mu se kći Mićelina, koja je dobila ime po baki Mićelini koja je u dotu donijela veliko imanje Ivellijevih. Kći Mićelina umrla je 1887. godine i Anti je ostao samo sin Branislav. Sin je brzo skrenuo pozornost na sebe da je zadarski Narodni list 5. veljače 1902. objavio javnu molbu ljubiteljima umjetnosti za financijsku pomoć Branislavova umjetničkog razvitka u kiparskoj akademiji. Nakon dva tjedna pismom novinama obratio se sami Ante, napisavši da će se pobrinuti sam za sina ako pokaže osobiti dar za kiparstvo.
Početkom 20. stoljeća istraživao je Ante crnogorska rudna, šumska i hidrografska bogatstva i potencijale, o kojima se u samoj Crnoj Gori sve do početka 20. stoljeća nije mnogo znalo. Dešković je iznio planove kako gospodarstveno preobraziti Crnu Goru. Podigao je optimizam na Cetinju u tolikoj mjeri da je ruski veleposlanik izvijestio rusku vladu da u Crnoj Gori vlada prava zlatna groznica. Deškovićevim planovima važni je oslonac predstavljala izgradnja željezničke pruge Bar - Nikšić. Nije imao tolike glavnice da bi mogao sam se upustiti u ote projekte, no dobio je niz industrijskih koncesija uvjetovanih time da u inozemstvu mora odgovarajuće kapitalističko društvo koje bi ostvarilo koncesije. Inozemni ulagači značili su porast inozemnog utjecaja, pa su crnogorske vlasti nastojale da to bude barem obližnji austrijski kapital. Rusija se nije mnogo zanimala. Dešković je bio pravim promicateljem crnogorskih gospodarstevnih resursa te je listopada 1902. godine bio u Mletcima gdje je iscrpno zanimanima prikazao prednosti ulaganja u Crnu Goru. Naglasio je prirodna bogatstva, solidnost vladajućeg režima povezanog s europskim dvorima. Za ostvarenje projekta ponudio je ove koncesije: izgradnja i korištenje barske luke u trajanju od 50 godina; izgradnja i iskorištavanje željeznice Nikšić- Bar u trajanju 75 godina uz jamstvo 5 odsto dobiti na uloženi kapital u ova poduzeća. Ponuđena je ulagačima i koncesija za iskorištavanje već otkrivenih ruda i isključivo pravo na istraživanje novih. Uz rude, isto je ponuđeno za iskorištavanje svih šuma te vodna energija rijeka Zete i Oraštice. Jamstvo tih pothvata bio je ponuđeni prihod od duhanskog monopola o čijem uvođenju je već bila donesena odluka. U Mletcima se susreo s poslovnjacima okupljenim oko Giuseppea Volpija. Mletačka skupina stvorila je talijansko-crnogorski sindikat za ostvarenje preostalih koncesija.
1910-ih je po narudžbi vlade Kraljevine Crne Gore projektirao hidroelektranu u kanjonu rijeke Morače s tunelskim prebacivanjem voda Tare. Hidroelektrana je trebala biti instalirane snage od 60 MW što je za ona vremena bila ogromno. Izbijanje balkanskih ratova vrlo brzo nadošli Prvi svjetski rat i uz sve to nestanak države Crne Gore velikosrpskom okupacijom 1918. imalo je za posljedicu da je od svega ovoga ostao samo projekt i nije se otišlo dalje u ostvarenju.
Mjesto gdje je bio dobio koncesiju za izgradnju HE na Morači je kod današnjeg sela Donje Gorice kod Podgorice i Manastiru Morači. Koncesiju je dobio 1911., a trebalo se uložiti pet do sedam milijuna perpera. HE je trebala proizvesti do 90.000 kWh struje. Zabilježeno je da se počelo s pripremnim radovima, a engleski inženjeri uposleni na projektu stoljeća bila je oduševljena potencijalima.

## Vanjske poveznice
- Antun Dešković Hrvatska tehnička enciklopedija, portal hrvatske tehničke baštine. LZMK